# De Vento em Popa (filme)
De Vento em Popa é um filme longa-metragem brasileiro de comédia do diretor Carlos Manga e estrelado por Oscarito, Cyll Farney, Sônia Mamede e Doris Monteiro, lançado em 1957.

## Enredo
Num transatlântico, Chico, um falso taifeiro e Mara, sua parceira numa dupla sertaneja, querem participar de um show a bordo. O show é promovido por Sérgio, que volta dos Estados Unidos onde fora estudar energia nuclear a mando do pai, mas que acabou se interessando mesmo em aprender bateria e música popular. Seu sonho: montar uma boate. Tentando iludir o pai e realizar seu sonho, Sérgio convence Chico a se passar por um famoso professor de energia nuclear, e Mara, sua assistente. Mas, com a entrada em cena de uma inesperada personagem, tudo se complica. A partir daí, é só confusão.

## Elenco
Compunham o elenco principal do filme:
- Oscarito, como Chico
- Cyll Farney, como Sérgio
- Sônia Mamede, como Mara
- Doris Monteiro, como Lucy
- Margot Louro, como Luiza
- Zezé Macedo, como Madame Fru-Fru
- Nelson Vaz, como coronel Tancredo
- Abel Pêra, como o Médico
- Eloína, como a Empregada
- Vicente Marchelli
- Ribeiro Fortes
- Nélson Fortes
- Grijó Sobrinho
- Carlos Imperial
- Francisco Carlos
- Antônio Smith
- Luiz Carlos Braga